# 1816 en ingénierie
Cet article présente les faits marquants de l'année 1816 en ingénierie.

## Évènements
- 9 janvier : premier essais de la lampe de sécurité, destinée à éviter les coups de grisou dans les mines, inventée par le chimiste et physicien Humphry Davy[1].
- 17 février : René Laennec invente le stéthoscope[2].
- 9-28 mars : le Margery, un bateau à vapeur acheté à Londres et rebaptisé Élise, traverse la Manche et remonte la Seine jusqu'à Paris. Le 10 avril, il commence un service régulier entre Paris et Elbeuf, la première ligne de navigation à vapeur en France[3].
- 25 mai : le charron bavarois Georg Lankensperger (de) reçoit à Munich un privilège pour l'invention d'un mécanisme de direction connu sous le nom de géométrie directionnelle d'Ackermann[4] (Rodolphe Ackermann en dépose le brevet à Londres le 27 janvier 1818).
- 24 juin : Auguste Brunet et Jean-Baptiste Cochot déposent un brevet pour une scie circulaire portative pour couper le bois[5].
- 27 septembre : le pasteur écossais Robert Stirling dépose un brevet pour un moteur à combustion externe, le moteur Stirling[6].

### Date non renseignée
- Invention des allumettes au phosphore par le pharmacien parisien Jean-François Derosne[7].
- Nicéphore Niépce fait des recherches pour mettre au point l'héliographie, premier procédé photographique[8].
- Invention du céléripède, ancêtre de la bicyclette, par Joseph Nicéphore Niépce[9].
- Barbe-Nicole Clicquot-Ponsardin autorise son maître de chai Anton Mueller a expérimenter la table de remuage afin de retirer les levures mortes des bouteilles de Champagne et d'obtenir des vins de plus limpides[10].

## Décès
- 16 février : Abel Burja (né en 1752), pasteur et inventeur allemand.